# なかむら
株式会社なかむらは、京都府を営業基盤とするスーパーマーケット「生鮮館なかむら」を運営する企業である。本社は京都市左京区田中野神町18。CGCグループに加盟している。

## 店舗
- 一乗寺店
- 里の前店
- 紫明店
- 堀川店
- 上賀茂店
- 白川店
- 衣笠店
- 円町店
- 下賀茂店
- 北山店

## かつて存在した店舗
- 西賀茂店[1]（2019年9月店[2]）